# Liste der Bodendenkmäler in Rechtmehring
Auf dieser Seite sind die Bodendenkmäler in der oberbayerischen Gemeinde Rechtmehring zusammengestellt. Diese Tabelle ist eine Teilliste der Liste der Bodendenkmäler in Bayern. Grundlage ist die Bayerische Denkmalliste, die auf Basis des Bayerischen Denkmalschutzgesetzes vom 1. Oktober 1973 erstmals erstellt wurde und seither durch das Bayerische Landesamt für Denkmalpflege geführt wird. Die folgenden Angaben ersetzen nicht die rechtsverbindliche Auskunft der Denkmalschutzbehörde.

## Bodendenkmäler der Gemeinde Rechtmehring

### Bodendenkmäler in der Gemarkung Rechtmehring
| Lage                    | Objekt | Akten-Nr.     | Bild |
| ----------------------- | --- | ------------- | ---- |
| Rechtmehring (Standort) | Straße der römischen Kaiserzeit (Teilstück der Trasse Pons Aeni-Regensburg). | D-1-7838-0014 |      |
| Rechtmehring (Standort) | Untertägige spätmittelalterliche und frühneuzeitliche Befunde im Bereich der Katholischen Pfarrkirche St. Korbinian in Rechtmehring. Siehe auch: St. Korbinian (Rechtmehring)                                                                        | D-1-7838-0129 |      |
| Rechtmehring (Standort) | Untertägige mittelalterliche und frühneuzeitliche Befunde im Bereich der Katholischen Filialkirche St. Andreas in Freimehring und ihres Vorgängerbaus. Siehe auch: St. Andreas (Freimehring)                                                         | D-1-7838-0131 |      |
| Rechtmehring (Standort) | Burgstall des hohen Mittelalters (Hochhaus) sowie untertägige mittelalterliche und frühneuzeitliche Befunde im Bereich der Katholischen Filial- und Wallfahrtskirche St. Mariä Heimsuchung in Hochhaus. Siehe auch: St. Mariä Heimsuchung (Hochhaus) | D-1-7839-0098 |      |

### Bodendenkmäler in der Gemarkung Rosenberg
| Lage                 | Objekt | Akten-Nr.     | Bild |
| -------------------- | --- | ------------- | ---- |
| Rosenberg (Standort) | Burgstall des hohen Mittelalters sowie untertägige mittelalterliche und frühneuzeitliche Befunde im Bereich der Katholischen Filialkirche St. Georg in Reit und ihres Vorgängerbaus. Siehe auch: St. Georg (Reit) | D-1-7838-0136 |      |

### Bodendenkmäler in der Gemarkung Schleefeld
| Lage                  | Objekt                                                                       | Akten-Nr.     | Bild |
| --------------------- | ---------------------------------------------------------------------------- | ------------- | ---- |
| Schleefeld (Standort) | Verebnete Grabhügel vorgeschichtlicher Zeitstellung.                         | D-1-7938-0035 |      |
| Schleefeld (Standort) | Straße der römischen Kaiserzeit (Teilstück der Trasse Pons Aeni-Regensburg). | D-1-7938-0213 |      |

### Bodendenkmäler in der Gemarkung Schlicht
| Lage                | Objekt                                               | Akten-Nr.     | Bild |
| ------------------- | ---------------------------------------------------- | ------------- | ---- |
| Schlicht (Standort) | Verebnete Grabhügel vorgeschichtlicher Zeitstellung. | D-1-7839-0052 |      |

### Bodendenkmäler in der Gemarkung Steppach
| Lage                | Objekt                           | Akten-Nr.     | Bild |
| ------------------- | -------------------------------- | ------------- | ---- |
| Steppach (Standort) | Straße der römischen Kaiserzeit. | D-1-7938-0057 |      |